# Лејла Фернандез
Лејла Фернандез (енгл. Leylah Fernandez; рођена у Монтреалу 6. септембра 2002) канадска је тенисерка.

## Каријера
Рођена је 6. септембра 2002. у Монтреалу, Канада. Отац јој је пореклом из Еквадора бивши фудбалер и њен тренер, а мајка из Канаде пореклом са Филипина. Тенис игра професионално од 2019. године. Дана 11. јула 2022. године била је на 14. месту ВТА ранг листе. Прву ВТА титулу у појединачној конкуренцији је освојила на Монтереј Опену у Мексику 2021. године.
На Отвореном првенству САД 2021, Фернандез се пласирала у финале и игра против Еме Радукану из Велике Британије. У финалу је изгубила од Еме Радукану из Велике Британије.

## Финала гренд слем турнира (1)

### Појединачно (0−1)
| Исход  | Година | Турнир                 | Противница у финалу | Резултат |
| Финале | 2021   | Отворено првенство САД | Ема Радукану        | 4:6, 3:6 |